# ليفنت مرجان
منير ليفنت مرجام (من مواليد 10 ديسمبر 2000)، المعروف باسم ليفنت مرجان، هو لاعب كرة قدم ألماني يلعب في مركز الوسط لنادي شالكه 04.

## مسيرته الكروية
كان أول ظهور احترافي له مع نادي شالكه 04 في كأس ألمانيا في 10 أغسطس 2019، فقد دخل بديلًا في الدقيقة 61 وسجل الهدف الرابع في الدقيقة 73 وانتهت المباراة بفوزهم 5-0 خارج الأرض على SV Drochtersen/Assel.
وقع أول عقد احترافي له مع شالكه في 22 أغسطس 2019، ويستمر العقد حتى يونيو 2023.

## حياته الشخصية
ولد مرجان في ألمانيا، وهو من أصل تركي.

## إحصائياته الكروية
آخر تحديث المباراة التي لعبت في 8 مايو 2021.
| النادي   | الموسم   | الدوري          | الدوري  | الدوري | الكأس   | الكأس | أخرى    | أخرى  | المجموع | المجموع |
| النادي   | الموسم   | الدرجة          | مباريات | أهداف  | مباريات | أهداف | مباريات | أهداف | مباريات | أهداف   |
| -------- | -------- | --------------- | ------- | ------ | ------- | ----- | ------- | ----- | ------- | ------- |
| شالكه 04 | 2019–20  | الدوري الألماني | 5       | 0      | 1       | 1     | –       | –     | 6       | 1       |
| شالكه 04 | 2020–21  | الدوري الألماني | 1       | 0      | 0       | 0     | –       | –     | 1       | 0       |
| الإجمالي | الإجمالي | الإجمالي        | 6       | 0      | 1       | 1     | 0       | 0     | 7       | 1       |

## روابط خارجية
- ليفنت مرجان على موقع الاتحاد الأوربي (الإنجليزية)
- ليفنت مرجان على موقع اتحاد تركيا (لاعب) (الإنجليزية)
- ليفنت مرجان على موقع قاعدة بيانات كرة القدم.إي يو (الإنجليزية)
- ليفنت مرجان على موقع Soccerway.com (الإنجليزية)
- ليفنت مرجان على موقع عالم كرة القدم.نت (الإنجليزية)